# Adesmia glaucescens
Adesmia glaucescens är en ärtväxtart som beskrevs av Rodolfo Amando Philippi. Adesmia glaucescens ingår i släktet Adesmia och familjen ärtväxter. Inga underarter finns listade i Catalogue of Life.